# Ебердінген
Ебердінген (нім. Eberdingen) — громада в Німеччині, знаходиться в землі Баден-Вюртемберг. Підпорядковується адміністративному округу Штутгарт. Входить до складу району Людвігсбург.
Площа — 26,21 км2. Населення становить 6906 ос. (станом на 31 грудня 2020).